# Datsik
Troy Beetles uměleckým jménem Datsik (* 9. června 1988, Kelowna, Britská Kolumbie) je kanadský hudební producent dubstepu a DJ. Jeho první nahrávka byla vydána na jaře 2009. Hrál již na mnoha světových hudebních festivalech, jako jsou Coachela, Ultra Music Festival, Electric Daisy Carnival, Stereosonic, Boonstock, Shambhala Music Festival, Electric Zoo a Identity.
Jméno Datsik si vybral díky své přezdívce na Xbox Live. Zprvu začal produkovat elektronickou hudbu a v roce 2008 se spřátelil s Excisionem. Od této doby spolupracovali a vytvořili několik nahrávek.
V roce 2009 zaznamenal deset úspěšných nahrávek na Beatportu. Remixoval a spolupracoval s The Crystal Method, Noisia, Wu-Tang Clan, Diplo, a také koncertoval s umělci, jako jsou Steve Aoki, Rusko, Bassnectar, Skream, Benny Benassi a Nero.

## Diskografie

### Alba a EPs
- Against the Machines – (Datsik vs. Downlink) (Substruk Records – 26. březen 2009)
- Nuke 'Em – (with Flux Pavilion, Tom Encore & Redline) (Rottun Records – 12. duben 2009)
- Boom – (with Excision & Flux Pavilion) (Rottun Records – 15. červen 2009)
- Texx Mars – (with 12th Planet) (Smog Records – 10. listopad 2009)
- Vitamin D – (Dim Mak Records / Last Gang Records – 10. duben 2012)
- Cold Blooded – (Firepower Records – 22. leden 2013)
- Let It Burn – (Firepower Records – 24. září 2013)
- Down 4 My Ninjas – (Firepower Records – 25. listopad 2014)

### Singly
- "Gizmo" / "Gecko" – Basshead Records – 11. listopad 2009
- "Swagga" / "Invaders" – Excision & Datsik – EX7 – 28. září 2009
- "Boom (SkisM Remix)" / "Swagga (Downlink Remix)" – Excision & Datsik – Rottun Records – Duben 19, 2010
- "Retreat (Excision Remix)" / "No Escape (Datsik Remix)" – Datsik / Excision – Rottun Records – 28. červen 2010
- 3 Fist Style – Basshead Records – 20. červenec 2010
- Brock Out/ Mechano – Datsik & FuntCase / Datsik – EX7 – 29. červen 2010
- Firepower / Domino (incl. Levela Remix) – Rottun Records – 21. duben 2011
- King Kong – Bare & Datsik – Subhuman – 11. květen 2011
- Hydraulic / "Overdose" – Rottun Records – 13. červen 2011
- Pick Your Poison (feat. Kay) – Diplo & Datsik – Mad Decent – 2. srpen 2011
- Fully Blown (feat. Snak the Ripper) – Dim Mak Records / Last Gang Records – 31. leden 2012
- Lightspeed – Kill the Noise & Datsik – OWSLA – 28. únor 2012
- Evilution ('feat. Jonathan Davis) – Datsik & Infected Mushroom – Dim Mak Records / Last Gang Records – 13. březen 2012
- Vindicate – Datsik & Excision – Firepower Records – 8. leden 2013
- Release Me – Firepower Records – 21. květen 2013 (Remix)
- Light the Fuse – Dim Mak Records / Last Gang Records – 30. červen 2013
- Hold It Down (feat. Georgia Murray) – Firepower Records – 15. duben 2014 (Remix)
- Wickedest Wobble (feat. Bryx) – Firepower Records – 22. srpen 2014